# 1721 у літературі

## Книги
- «Перські листи» — роман Шарля Луї де Монтеск'є.
- «Вірші з різних нагод» — посмертна збірка англо-ірландського поета Томаса Парнелла(інші мови), видана Александером Поупом.
- «Помста» — п'єса англійського поета Едварда Юнґа.

## Народились
- 19 березня — Тобаяс Смоллетт, шотландський лікар та письменник.
- 9 листопада — Марк Ейкенсайд, англійський поет

## Померли
- 18 вересня — Метью Прайор, англійський поет і дипломат.
- 13 грудня — Александр Селкірк, шотландський моряк, прототип літературного героя Робінзона Крузо у романі Даніеля Дефо «Життя й незвичайні та дивовижні пригоди Робінзона Крузо».